# Cerro El Palmar
El Cerro El Palmar es una formación montañosa ubicada en el Municipio Ezequiel Zamora en el extremo norte del estado Cojedes, Venezuela. A una altitud promedio de 852 m s. n. m., el Cerro El Palmar es una de las montañas más altas en Cojedes.

## Ubicación
El Cerro El Palmar es el punto más elevado de la Fila homónima, una región montañosa del extremo Este del parque nacional Tirgua, entre «Santa Inés» (735 m s. n. m.) y el sector San Pablo (753 m s. n. m.) a un costado de la ruta La Sierra.

## Flora y Fauna
A pesar de la gran proximidad al contacto humano que transita en la ruta La Sierra por el parque Tirgua, el Cerro El Palmar posee bosques de hoja caduca y semicaducifolios intactos. Existen clusiáceas, mimosáceas como la acacia, varias especies de mirtáceas y tiliáceas en el estrato arbóreo. Por otra parte, la palma ocupa grandes extensiones del sotobosque. 
Entre los mamíferos que aún pueden encontrarse por asociación al parque nacional están los monos araguato y capuchino, el cunaguaro, la lapa y la danta.